# Chapelle Vodica à Vrbas
La chapelle Vodica à Vrbas (en serbe cyrillique : Капела Водица у Врбасу ; en serbe latin : Kapela Vodica u Vrbasu) est une chapelle orthodoxe serbe située à Vrbas, dans la province de Voïvodine et dans le district de Bačka méridionale, en Serbie. Elle est inscrite sur la liste des monuments culturels protégés de la république de Serbie (identifiant no SK 1854).

## Présentation

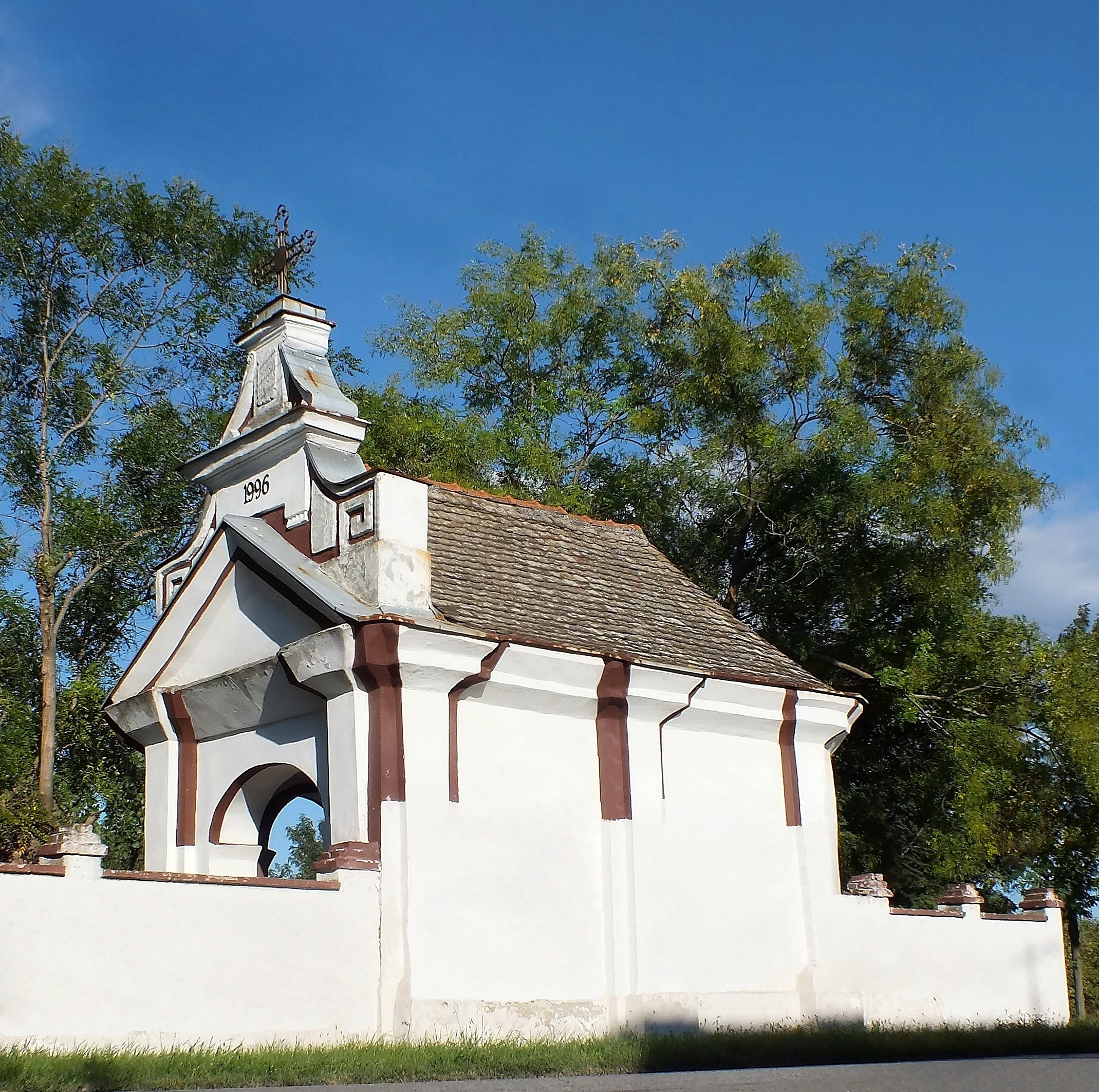
Autre vue de la chapelle

La chapelle est caractéristique des constructions des régions de Voïvodine et de Slavonie. Elle a été édifiée en 1793, à un moment où l'on cherchait à creuser des puits, ce qui lui vaut son surnom de « vodica », la « chapelle de l'eau » ; à l'origine, elle était dédiée à la sainte Trinité ; elle a plus tard été consacrée à saint Élie,. Endommagée lors de la révolution hongroise de 1848-1849, elle a été restaurée en 1852.
La chapelle abrite une icône représentant Saint Étienne, peinte en 1863 par Novak Radonjić.

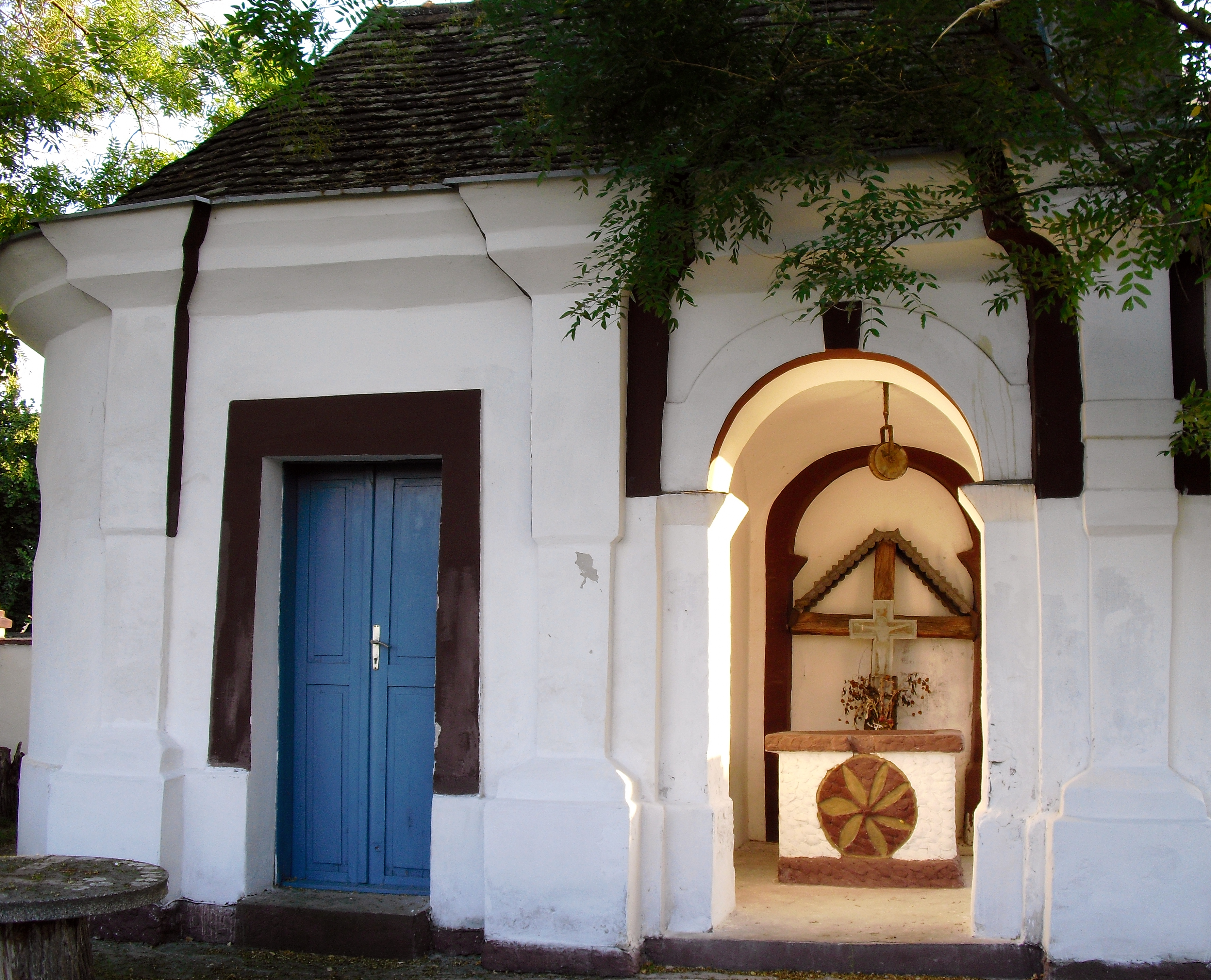
Autre vue de la chapelle